# Charles Murray (boxe anglaise)
Pour les articles homonymes, voir Charles Murray et Murray.
Charles Murray est un boxeur américain né le 18 août 1968 à Rochester, État de New York.

## Carrière
Champion des États-Unis amateur en 1987 dans la catégorie poids légers, il passe professionnel en 1989 et remporte le titre vacant de champion du monde des poids super-légers IBF le 15 mai 1993 après sa victoire aux points face à Rodney Moore. Murray conserve son titre contre Juan Laporte et Juan Laporte puis s'incline contre Jake Rodriguez le 13 février 1994. Il met un terme à sa carrière en 2004 sur un bilan de 44 victoires et 9 défaites.